# Gemeiner Schwefel-Ritterling
Der Gemeine Schwefel-Ritterling (Tricholoma sulphureum) ist eine Pilzart aus der Familie der Ritterlingsverwandten, die in Laub- und Nadelwäldern Europas, Chinas und Nordamerikas vorkommt. Der bräunlich-gelbe Fruchtkörper wächst von August bis Dezember auf kalkhaltigen Böden. Er ist giftig und hat einen unangenehmen Geschmack und Geruch. 

## Merkmale

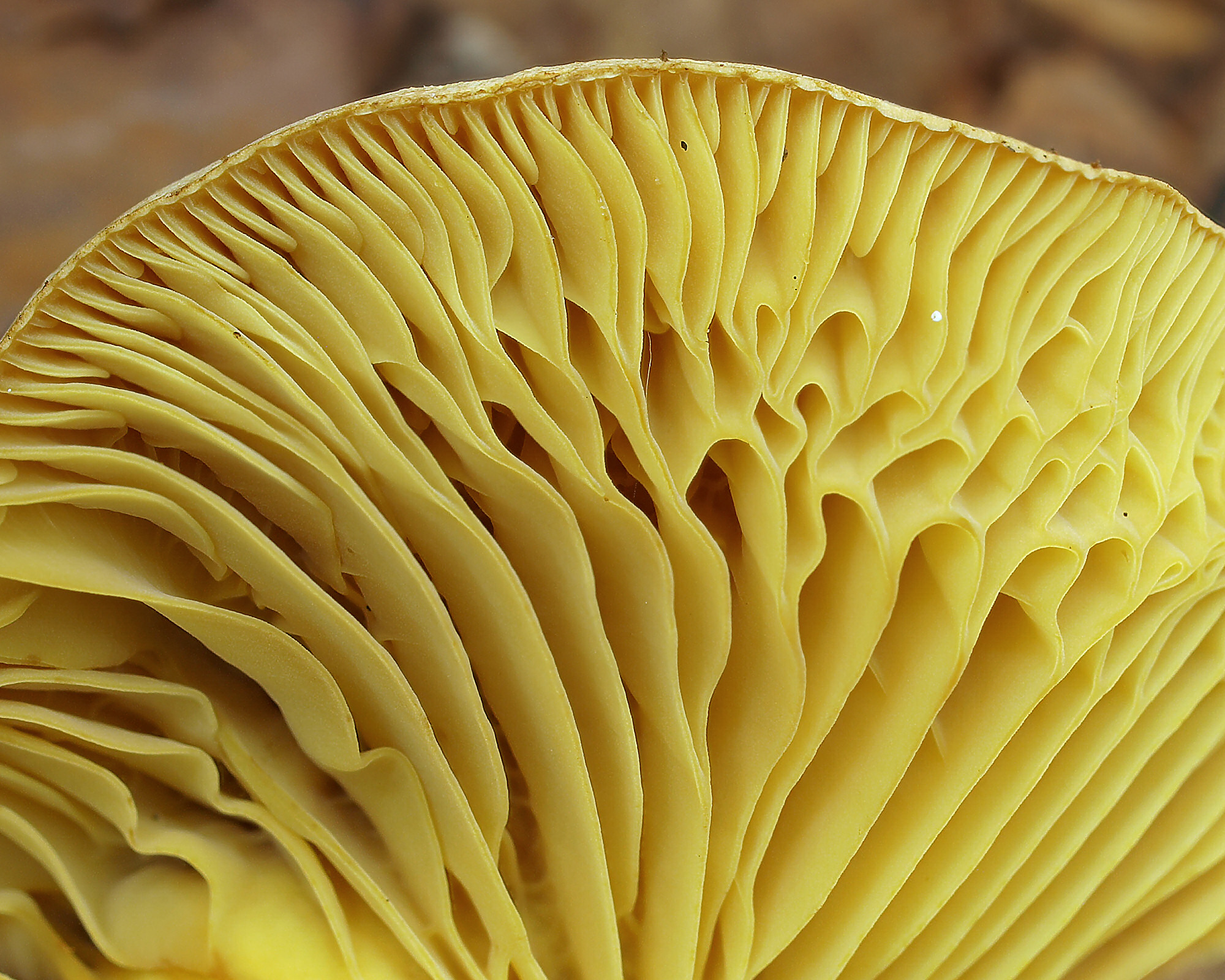
Die Lamellen auf der Hutunterseite des Gemeinen Schwefel-Ritterlings sind querverbunden.

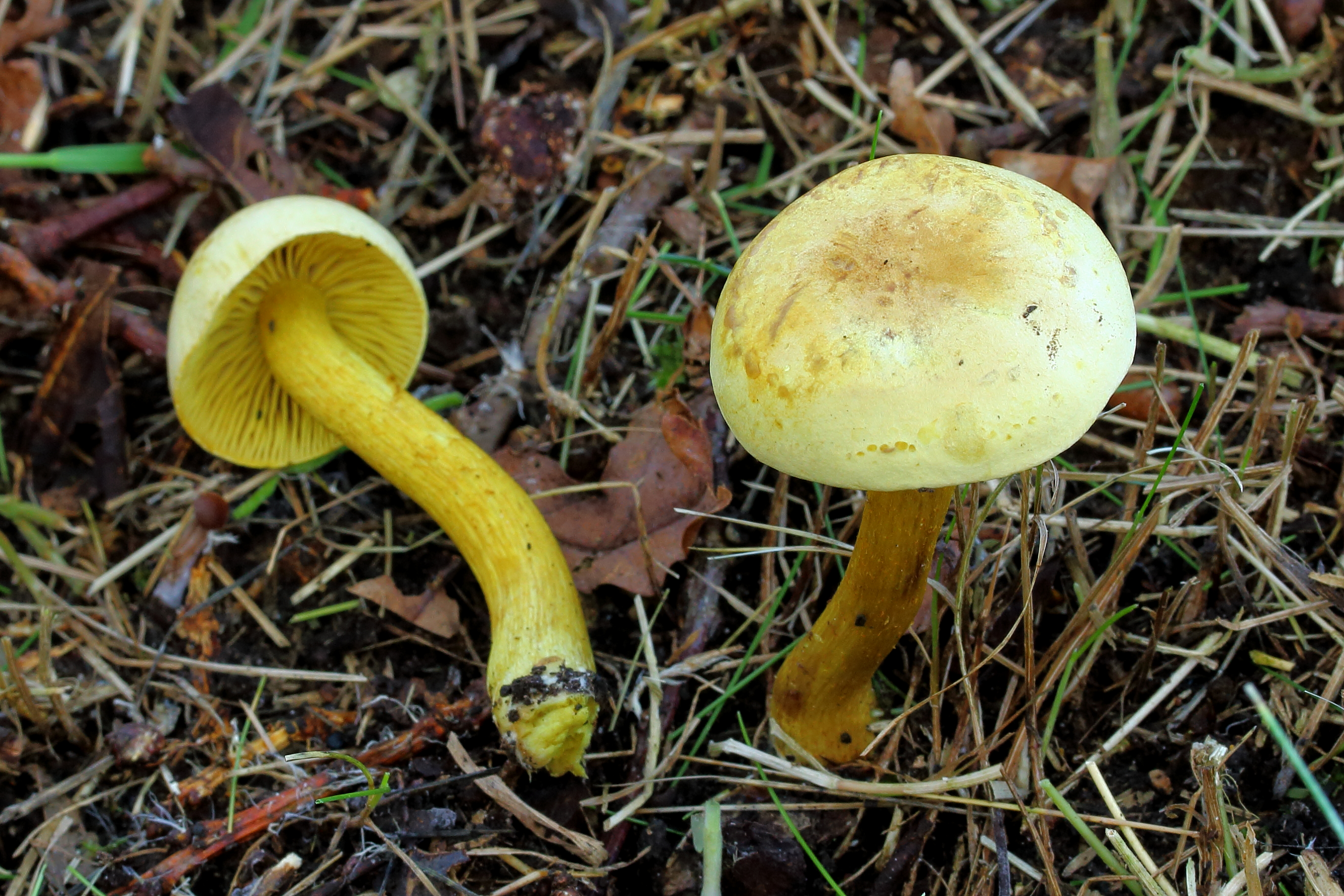
Fruchtkörper des Gemeinen Schwefel-Ritterlings.

### Makroskopische Merkmale
Der Gemeine Schwefel-Ritterling besitzt einen grünlich-gelben bis braunen, 25–70 mm breiten Hut, der zunächst halbkugelig oder schirmartig ausgebreitet ist. Mit zunehmendem Alter wird er unregelmäßig verbogen, der zunächst eingerollte oder herabgebogene Rand wird zusehends wellig. Auch die Hutfarbe wird im Laufe der Zeit dunkler, vor allem in der Mitte des Hutes. Die Oberfläche fühlt sich bei trockener Witterung samtig oder leicht filzig an. Der Fruchtkörper verfügt über 20–40 entfernt stehende, bis zu 10 mm lange und schwefelgelbe Lamellen, die meist tief eingekerbt sind. Sie sind leicht sichel- bis mandelförmig und am Stiel angewachsen und ausgebuchtet. Zwischen zwei Lamellen befinden sich ein bis fünf Lamellulae. Der vollfleischige Stiel ist 30–70, in Ausnahmefällen 110 mm lang, 5–18 mm breit und zylindrisch geformt; selten ist er zur Basis hin verdickt. Am Hutansatz ist er hell gelb, wird aber nach unten hin immer dunkler und hat einen grünlichen Stich. Der untere Teil des Stiels ist meist von dunklen Längsfasern durchzogen, im Alter verfärbt er immer mehr ins Rotbraune. Auffällig ist vor allem der Geruch des Schwefelritterlings, dem der Pilz seinen Namen verdankt: Er ist stark schwefelartig, an frischen Schnittstellen auch leicht mehlig. Ähnliches gilt für den Geschmack, der als mehlig-ranzig, sauer und sehr bitter beschrieben wird.

### Mikroskopische Merkmale
Der Gemeine Schwefel-Ritterling besitzt 8,5–11 × 5,0–6,5 µm große Sporen von unregelmäßiger, länglich-ovaler Form mit einem stark ausgebildeten Fortsatz. In der Seitenansicht zeigt sich oft eine starke Krümmung, bei der man fast von einer eckigen Kante sprechen kann. Die Basidien messen 39–48 × 8,0–10 mm und sind 4-, seltener 2-sporig; der Lamellenrand ist fruchtbar. Zystiden sind nicht vorhanden. Die Pileipellis (Huthaut) ist trichoderm, das heißt, die äußerste Schicht der Hyphen steht haarartig nach oben. Diese Hyphen sind 3,0–5,0 µm breit und zeichnen sich durch ein verdicktes, keulenförmiges Element von 13–40 µm Länge und 4,5–12 µm Breite an ihrem Ende aus. Die Subpellis, das heißt die unter der obersten Haut liegende Schicht, besteht aus 18–30 × 2,5–7,5 µm messenden, rundlichen Hyphenelementen, die einen Übergang zum Hutfleisch bilden. Die Pigmente der Hyphen befinden sich in den Zellen und haben einen bräunlich-gelben Farbton. Die Haut des Stiels ist eine Cutis aus parallel liegenden, zylindrischen Hyphensträngen von 2,5–7,5 µm Breite mit Übergängen zu einer Trichodermis. Im Hymenium finden sich nur sehr wenige oder gar keine Hyphen mit Schnallen.

## Artabgrenzung
Eine ähnliche Art ist der Grünling (Tricholoma equestre), der früher als Speisepilz galt, heute jedoch den Giftpilzen zugerechnet wird. Der Unterschied liegt im eher grünlichen Ton und der schmierigen Huthaut des Grünlings.

## Ökologie

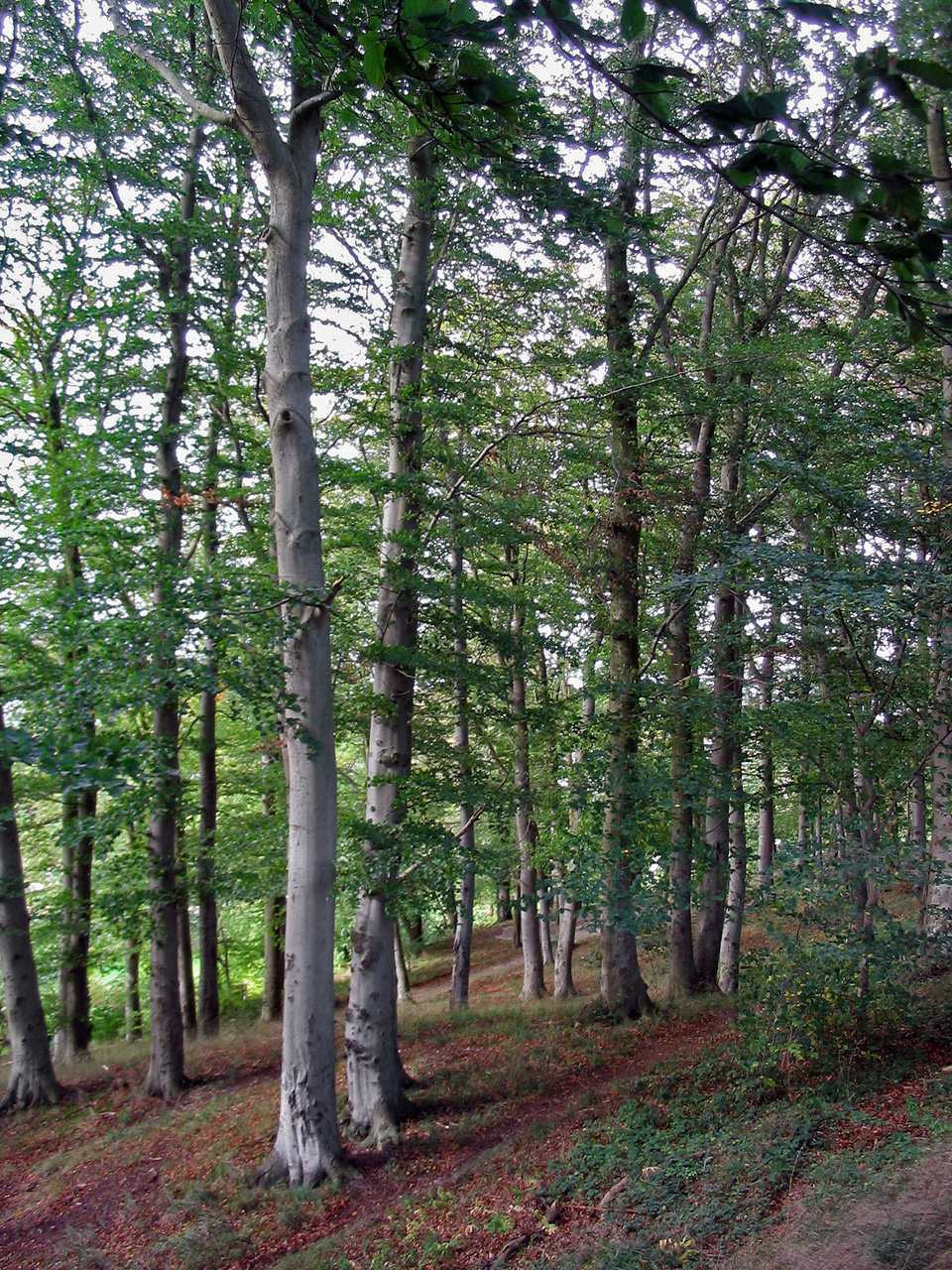
Buchenwälder sind ein häufiger Standort des Gemeinen Schwefel-Ritterlings

Die Fruchtkörper des Gemeinen Schwefel-Ritterlings finden sich von August bis Dezember vor allem unter Eichen und Buchen, aber auch im Nadelwald unter Kiefern, Fichten und Tannen, mit denen er Ektomykorrhiza bildet. Der Untergrund besteht meist aus sandigen Böden entlang von Straßen und Wegen, durchsetzt mit etwas Lehm. Im Mittelmeergebiet dominieren hingegen kalkige Böden mit Nadelbäumen als Mykorrhizapartner.

## Verbreitung
Der Gemeine Schwefel-Ritterling ist in ganz Europa verbreitet, wo er von arktischen Gebieten bis in subtropische Klimazonen, etwa im Mittelmeerraum, vorkommt. Auch in China, Florida und im Pazifischen Nordwesten ist der Schwefelritterling verbreitet, inwieweit das Verbreitungsgebiet noch weitere Gebiete umfasst, ist ungeklärt. Im Pleistozän war die Art offenbar deutlich häufiger als heute, zudem gibt es im westlichen Mitteleuropa einen Bestandsrückgang seit den 1970er Jahren.

## Systematik
Innerhalb der Ritterlinge wird der Gemeine Schwefel-Ritterling in die Sektion Inamoena gestellt. Die Pilze dieser Gruppe zeichnen sich durch ihren starken, unangenehmen Geruch und ihre glattsamtige Hutoberfläche aus, ihre Hyphen besitzen nur wenige Schnallen.
Die innere Systematik des Gemeinen Schwefel-Ritterlings ist umstritten. Aus DNA-Analysen ging hervor, dass der Violettbraune Schwefel-Ritterling oder Kröten-Ritterling (Tricholoma bufonium) keine eigenständige Art ist, sondern nur eine Variante des Gemeinen Schwefel-Ritterlings darstellt, die zudem nicht notwendigerweise eine Varietät sein muss. Dies zeigt sich auch in den mikroskopischen Merkmalen, in denen sich die beiden Pilze nicht unterscheiden.

## Bedeutung
Der Gemeine Schwefel-Ritterling ist schwach giftig und zudem von sehr bitterem, unangenehmem Geschmack; er kommt deshalb nicht als Speisepilz infrage. Beim Verzehr können von Schweißausbrüchen, Magenschmerzen oder Durchfall begleitete Verdauungsbeschwerden auftreten.